# Cathal Daniels
Cathal Daniels (13 de septiembre de 1996) es un jinete irlandés que compite en la modalidad de concurso completo.
Ganó una medalla de plata en el Campeonato Mundial de Concurso Completo de 2018 y una medalla de bronce en el Campeonato Europeo de Concurso Completo de 2019.

## Palmarés internacional
| Campeonato Mundial | Campeonato Mundial     | Campeonato Mundial | Campeonato Mundial |
| Año                | Lugar                  | Medalla            | Categoría          |
| ------------------ | ---------------------- | ------------------ | ------------------ |
| 2018               | Tryon (Estados Unidos) | Medalla de plata   | Por equipos        |
| Campeonato Europeo |                        |                    |                    |
| Año                | Lugar                  | Medalla            | Categoría          |
| 2019               | Luhmühlen (Alemania)   | Medalla de bronce  | Individual         |